# Mixcoatlus
Mixcoatlus é um género de víboras venenosas endémicas do México (estados de Oaxaca, Guerrero e Puebla). Foi criado em 2011.
O nome Mixcoatlus deriva do termo nauatle, "serpente das nuvens", uma deidade entre os astecas e outras civilizações mesoamericanas. O nome faz também referência ao facto de estes animais se encontrarem apenas em altitudes acima dos 2 000 metros.

## Espécies
Existem três espécies:
- Mixcoatlus browni (Shreve, 1938)
- Mixcoatlus barbouri (Dunn, 1919)
- Mixcoatlus melanurus (Müller, 1923)